# Wierzba Smitha
Wierzba Smitha (Salix × sericans Tausch ex Kem.) – gatunek pochodzenia mieszańcowego powstały ze skrzyżowania wierzby iwy z wierzbą wiciową. Jest uprawiana jako roślina ozdobna ze względu na liście.

## Morfologia i biologia
PokrójPosiada solidny pokrój. Dorasta do 12 m wysokości.
KoraKora ma ciemnoszarą barwę. Jest pasmami spękana.
PędyMłode pędy są owłosione, lecz szybko stają się nagie.
LiścieLiście są szerokolancetowate i pomarszczone. Mają długość do 15 cm. Od spodu mają zieloną barwę i są lekko owłosione.